# Fraskanjel
Fraskanjel este un sat din comuna Ulcinj, Muntenegru. Conform datelor de la recensământul din 2003, localitatea are 76 de locuitori (la recensământul din 1991 erau 191 de locuitori).

## Demografie
În satul Fraskanjel locuiesc 51 de persoane adulte, iar vârsta medie a populației este de 34,7 de ani (32,6 la bărbați și 36,4 la femei). În localitate sunt 18 gospodării, iar numărul mediu de membri în gospodărie este de 4,22.
|  |

| Demografie | Demografie | Demografie |
| An         | Locuitori  | Locuitori  |
| ---------- | ---------- | ---------- |
|            |            |            |
|            |            |            |
|            |            |            |
|            |            |            |
| 1948       | 119        |            |
| 1953       | 136        |            |
| 1961       | 189        |            |
| 1971       | 222        |            |
| 1981       | 152        |            |
| 1991       | 191        | 69         |
| 2003       | 220        | 76         |

| \| Componența etnică conform recensământului din 2003[2] \| Componența etnică conform recensământului din 2003[2] \| Componența etnică conform recensământului din 2003[2] \| Componența etnică conform recensământului din 2003[2] \| Componența etnică conform recensământului din 2003[2] \| \| ----------------------------------------------------- \| ----------------------------------------------------- \| ----------------------------------------------------- \| ----------------------------------------------------- \| ----------------------------------------------------- \| \| \| \| \| \| \| \| Albanezi \| Albanezi \| \| 69 \| 90,78% \| \| necunoscută \| necunoscută \| \| 0 \| 0% \| |             |  |    |        |
| Componența etnică conform recensământului din 2003 |             |  |    |        |
| |             |  |    |        |
| Albanezi | Albanezi    |  | 69 | 90,78% |
| necunoscută | necunoscută |  | 0  | 0%     |